# Mazaye
Mazaye é uma comuna francesa na região administrativa de Auvérnia-Ródano-Alpes, no departamento Puy-de-Dôme. Estende-se por uma área de 21,48 km². Em 2010 a comuna tinha 731 habitantes (densidade: 34 hab./km²).